# Оле Естмо
Оле Естмо (норв. Ole Østmo; 13 вересня 1866, Ельверум, Норвегія — 11 вересня 1923, Осло, Норвегія) — норвезький стрілець, чемпіон світу 1897 і призер Літніх Олімпійських ігор 1900.
На чемпіонаті світу в Ліоні Естмо став чемпіоном в стрільбі з гвинтівки стоячи. Він отримав срібні медалі в стрільбі з трьох положень, і в змаганнях команд, бронзову медаль в стрільбі лежачи.
Через три роки він взяв участь в Олімпійських іграх в Парижі. Там він отримав срібні медалі в одиночній стрільбі з гвинтівки стоячи, в індивідуальних і командних змаганнях. Крім цього, Естмо виграв дві бронзові медалі в стрільбі лежачи і з трьох положень.